# United Electrical Manufacturing Company
United Electrical Manufacturing Company war ein US-amerikanischer Hersteller von Automobilen.

## Unternehmensgeschichte
Ed Buchanan leitete das Unternehmen mit Sitz in Norcross in Georgia. 1907 begann die Produktion von Automobilen. Der Markenname lautete Nor-X. Der Absatz blieb auf das Gebiet in und um Norcross beschränkt. Im gleichen Jahr endete die Produktion.

## Fahrzeuge
Die Fahrzeuge ähnelten den Modellen der Knox Automobile Company. Ob es eine offizielle Zusammenarbeit mit Knox gab, ist unklar. Die Fahrzeuge hatten einen Vierzylindermotor. Zur Wahl standen Tourenwagen mit vier und fünf Sitzen und ein Roadster mit zwei Sitzen. Die Neupreise lagen zwischen 800 und 850 US-Dollar.